# Vigilante Carlstroem
Vigilante Carlstroem, egentligen Mikael Karlsson Åström, född 30 oktober 1978 i Fagersta, är en svensk gitarrist och medlem i rockbandet The Hives från Fagersta.
Tidigare i sin karriär kallades han "Pig Champion Jr". Carlstroem brukar använda sig av Epiphone Crestwood-gitarrer.
Carlstroem körade och spelade gitarr på en låt på 59 Times the Pains album End of the Millennium (1999).

### Fotnoter
1. ↑  ”Vigilante Carlstroem”. Svensk Filmdatabas. http://sfi.se/sv/svensk-filmdatabas/Item/?type=PERSON&itemid=365010&ref=%2ftemplates%2fSwedishFilmSearchResult.aspx%3fid%3d1225%26epslanguage%3dsv%26searchword%3dVigilante+Carlstroem%26type%3dPerson%26match%3dBegin%26page%3d1%26prom%3dFalse. Läst 14 januari 2013.
2. ↑  ”End of the Millennium”. Discogs.com. http://www.discogs.com/59-Times-The-Pain-End-Of-The-Millennium/release/3884982. Läst 14 januari 2013.